# Corcodel mic

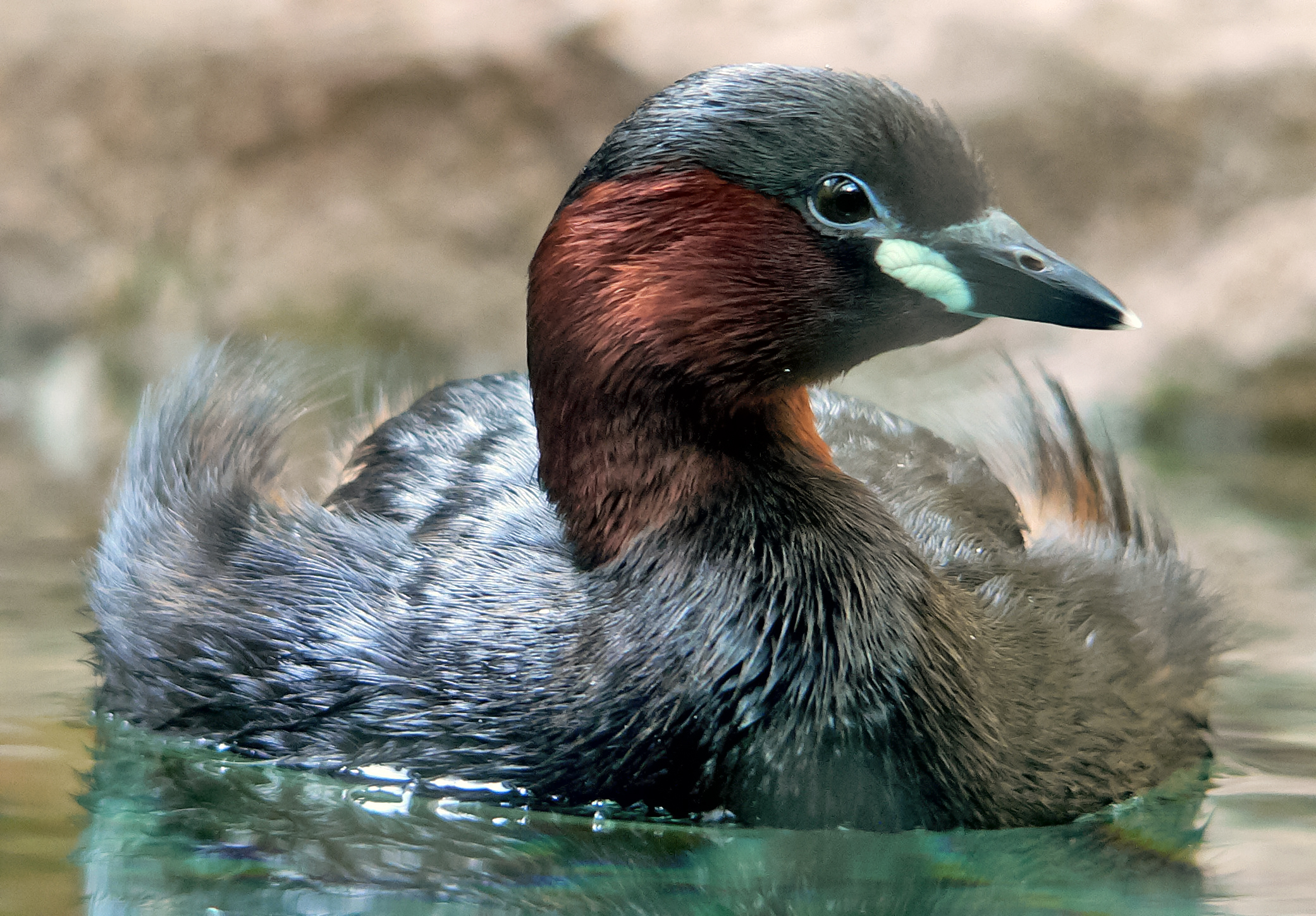
Corcodel mic

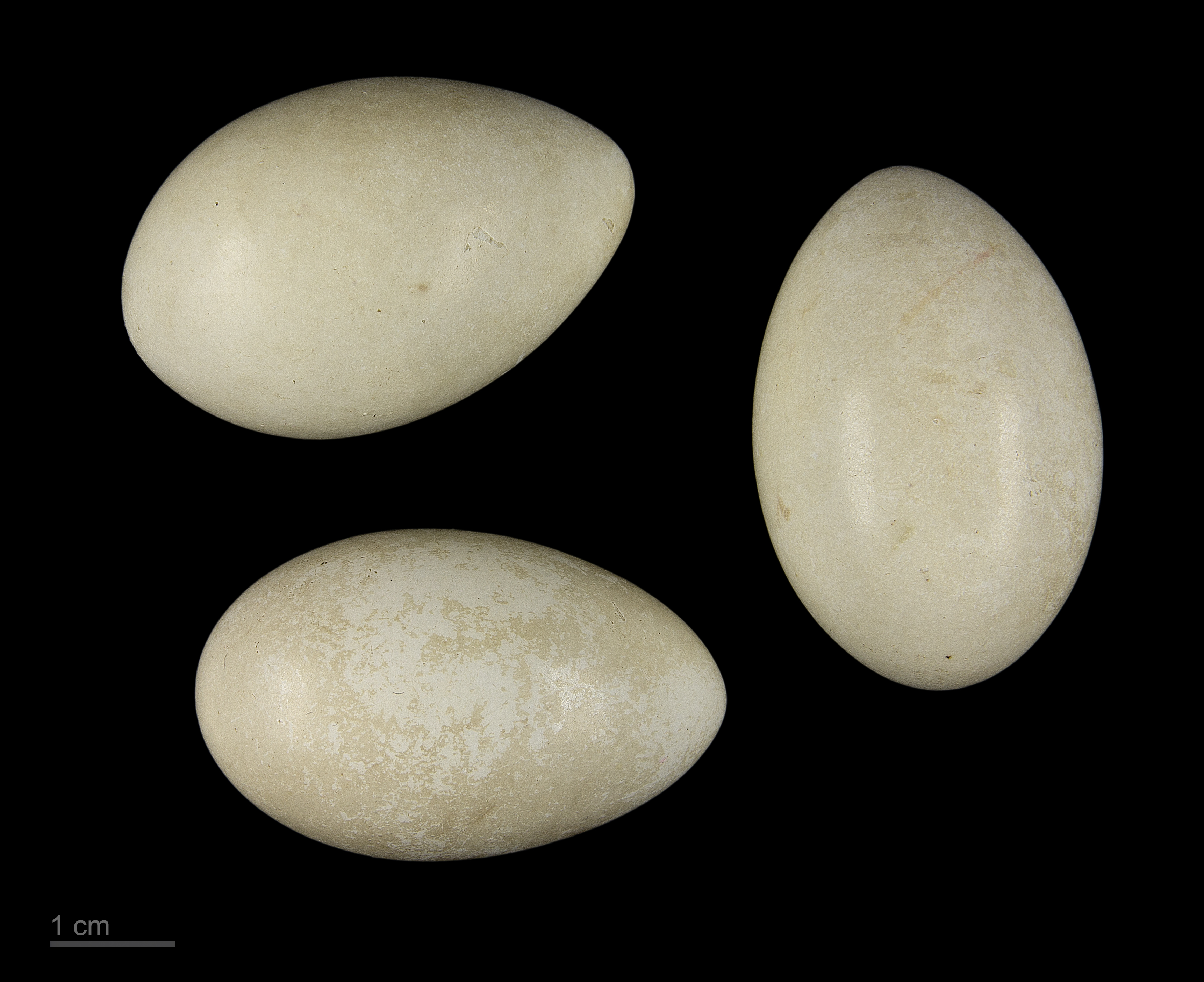
Tachybaptus ruficollis - MHNT

Corcodelul mic (Tachybaptus ruficollis), cunoscut și sub denumirea de corcodel pitic, este cel mai mic membru al ordinului Podicipediformes din zona Europei. Este o pasăre de baltă, cu o lungime între 23 și 29 cm.